# プジョー・205ターボ16
プジョー・205ターボ16 (205T16) は、プジョーが世界ラリー選手権 (WRC) に参戦する目的で開発したラリーカー。
WRC参戦に必要なホモロゲーションを受けるため、グループB規定にのっとって200台のロードカーが製造・販売された。ロードカーの販売価格は29万フラン（当時のレートで800万円前後）であった。マーケティング効果を狙って、1983年に発表された市販大衆車であるプジョー・205に外観を似せて設計されたが、機械的構造から性能に至るまで、まったくの別物である。

## 概要
1981年、コ・ドライバーとしてのキャリアにピリオドを打ったジャン・トッドが、新設されたプジョーのモータースポーツ部門であるプジョー・タルボ・スポールのスポーティングディレクターに就任し、グループBでのWRC参戦に向けた車輌を開発するM24-rallyeプロジェクトから205ターボ16は生まれた。
設計主任は、後にル・マン24時間レースのウィナーとなるプジョー・905を設計したほか、トヨタF1チームでも辣腕を振るったアンドレ・ド・コルタンツが担当。またエンジニアとして、後のパリ・ダカールラリーを制するシトロエン・ZXグランレイド、シトロエン・クサラWRカー、シトロエン・C4WRカーを設計したジャン・クラウド・ボカールなどが参加し、本車の開発に携わったメンバーはその後も第一線で活躍したそうそうたる顔ぶれである。
ジャン・トッドは、WRCにてアウディ・クワトロで目覚ましい実績を挙げていた四輪駆動（4WD）を躊躇なく205ターボ16に組み込むとともに、エンジンをリアミッドシップに配置することを決定した。これは、当時の最先端マシンであったフロントエンジン4WDのクワトロが旋回性能で劣ることを見抜いていたためである。しかし当時のラリーでは、ミッドシップ車こそ複数車種あったものの4WD車はクワトロがようやく登場した時期であり、「ミッドシップ4WD」というレイアウトは未知の領域であった。そのため、エンジンやギアボックスなどを、205のミッドスペースという限られた空間においてどこに配置するかというスペース上の問題のほか、4WD機構のスペシャルステージにおける耐久性など、信頼性も未知数であった。この決定は社内でも大きな議論を呼んだが、これらの決定は後のグループBのマシンレイアウトの王道となり、トッドの慧眼によって205ターボ16はWRCで大成功を収めることとなった。
現在でも半ば伝説的な最速のレースカテゴリーとして名高いグループBによるWRC最後の2年間は最も過激で、競技車が圧倒的なパフォーマンスを示したことで有名である。205ターボ16はそのグループB最速の2年間において、ドライバーズ、マニュファクチャラーズの両タイトルを決して譲ることなく制し続けた。

## 車輌構造
ボディ構造はキャビンとフロントセクションを堅牢なモノコック構造とし、後部は鋼管パイプフレームとモノコック構造とを組み合わせた高剛性シャシとした。後期のエボリューション2モデルではさらに車重を削るため、後部は完全なパイプフレーム構造となったほか、エアロダイナミクスにも注力され、フロントスポイラーやカナード、巨大なリアウィングが装着された。
ボディカウルに関しては、ロードカーはキャビンのみがスチールであるが、応力の掛からない他部位は全てFRPとなっている。ワークスカーはモノコックとフレームを除き、内装をはじめとしたボディ全体がケブラーによって成形されている。
サスペンションはストロークを充分に取ったダブルウィッシュボーンサスペンションで、コンペティションカーながらフランス車らしく例外的に乗り心地は良好であった。
エンジンは当初、アルピーヌ・A310で実績のあったPRVのV型6気筒 2.5Lユニットを搭載する予定があったが、実際には自社のXU1.6L鋳鉄ユニットをベースにボアxストロークを拡大し、ターボ過給した1,775ccオールアルミ製のXU8Tユニットを搭載した。これは、大排気量の重い自然吸気エンジンより、コンパクトなエンジンを過給したほうが総合的な車重削減には有利であったためであり、1,775ccという排気量も、過給器係数の1.4を掛けても2.5Lクラス（最低車輌重量900kg）に収まるようにするために設定されたものであった。
エンジンは助手席後部側にオフセットして横置きに配置され、反対側には空冷式インタークーラーとシトロエン・SM用をベースとしたトランスミッションが置かれた。初期のエボリューション1では、リアのホイールアーチ付近にはリアクオーターウィンドウから冷却風が導かれるように設計された2基の巨大なオイルクーラーが設置されたが、後期のエボリューション2では1個に減らされ、代わりにブレーキ冷却用のダクトが設置されて後2輪に配分された。
エンジン出力はライバルと比較して控えめで、200台の市販車はデチューンされて200PSという平凡なスペックであったが、ワークスのエボリューション1では、わずか1tに満たない車重で350PS、エボリューション2では450PSを絞り出した。ステージの路面状況によってブースト圧が調整され、1986年のサンレモラリーの第1ステージでは3barの過給圧から540PSを出すに至っている。その強大な出力は、ビスカスカップリング式四輪駆動（4WD）によって前後35:65の割合で配分された。

## WRCでのレース結果（5位まで）

### 1984年
- 第5戦　ツール・ド・コルス
  - 4位（ジャン・ピエール・ニコラ）
- 第9戦　1000湖
  - 1位（アリ・バタネン）
- 第10戦　サンレモ
  - 1位（アリ・バタネン）
  - 5位（ジャン・ピエール・ニコラ）
- 第12戦　RAC
  - 1位（アリ・バタネン）
- マニュファクチャラーポイント　74ポイント（3位）
- ドライバーズポイント
  - アリ・バタネン 60ポイント（4位）

### 1985年
- 第1戦　モンテカルロ
  - 1位（アリ・バタネン）
  - 3位（ティモ・サロネン）
  - 5位（ブルーノ・サビー）
- 第2戦　スウェディッシュ
  - 1位（アリ・バタネン）
  - 3位（ティモ・サロネン）
- 第3戦　ポルトガル
  - 1位（ティモ・サロネン）
- 第5戦　ツール・ド・コルス
  - 2位（ブルーノ・サビー）
- 第6戦　アクロポリス
  - 1位（ティモ・サロネン）
- 第7戦　ニュージーランド
  - 1位（ティモ・サロネン）
  - 2位（アリ・バタネン）
- 第8戦　アルゼンチン
  - 1位（ティモ・サロネン）
  - 3位（カルロス・ロイテマン）
- 第9戦　1000湖
  - 1位（ティモ・サロネン）
  - 5位（カール・グランデル）
- 第10戦　サンレモ
  - 2位（ティモ・サロネン）
- マニュファクチャラーポイント 126ポイント（1位）
- ドライバーズポイント
  - ティモ・サロネン 127ポイント（1位）
  - アリ・バタネン 55ポイント（4位）

### 1986年
- 第1戦　モンテカルロ
  - 2位（ティモ・サロネン）
- 第2戦　スウェディッシュ
  - 1位（ユハ・カンクネン）
- 第4戦　サファリ
  - 5位（ユハ・カンクネン）
- 第5戦　ツール・ド・コルス
  - 1位（ブルーノ・サビー）
- 第6戦　アクロポリス
  - 1位（ユハ・カンクネン）
  - 3位（ブルーノ・サビー）
- 第7戦　ニュージーランド
  - 1位（ユハ・カンクネン）
  - 5位（ティモ・サロネン）
- 第8戦　アルゼンチン
  - 3位（スティグ・ブロンクビスト）
- 第9戦　1000湖
  - 1位（ティモ・サロネン）
  - 2位（ユハ・カンクネン）
  - 4位（スティグ・ブロンクビスト）
- 第12戦　RAC
  - 1位（ティモ・サロネン）
  - 3位（ユハ・カンクネン）
  - 4位（ミカエル・サンドストローム）
- 第13戦　オリンパス
  - 2位（ユハ・カンクネン）
- マニュファクチャラーポイント 137ポイント（1位）
- ドライバーズポイント
  - ユハ・カンクネン 118ポイント（1位）
  - ティモ・サロネン 63ポイント（3位）

## ラリーからグループB消滅後
グループBによるWRCにおいて死亡事故が相次いだため、当時国際的なモータースポーツ競技全般を管掌していた国際自動車スポーツ連盟（FISA）は1986年シーズンをもってWRCからグループBを消滅させることを発表し、1987年以降は下位グループのグループAで選手権が争われることとなった。グループAでの競技車輌の持ち駒のないプジョー・タルボ・スポールチームは、グループB消滅と同時にWRCの舞台から去ることになった。
ジャン・トッドは、205ターボ16による次なる戦いの場としてパリ・ダカール・ラリーを選び、1987年より本格参戦した。パリダカ用にホイールベースを延長するなど、大幅な改造を施した205ターボ16グランレイド（205T16GR）を持ち込み、1987年・1988年とパリダカを圧勝で2連勝するなど、砂漠でも無敵を誇ったことから「砂漠のライオン」と恐れられた。

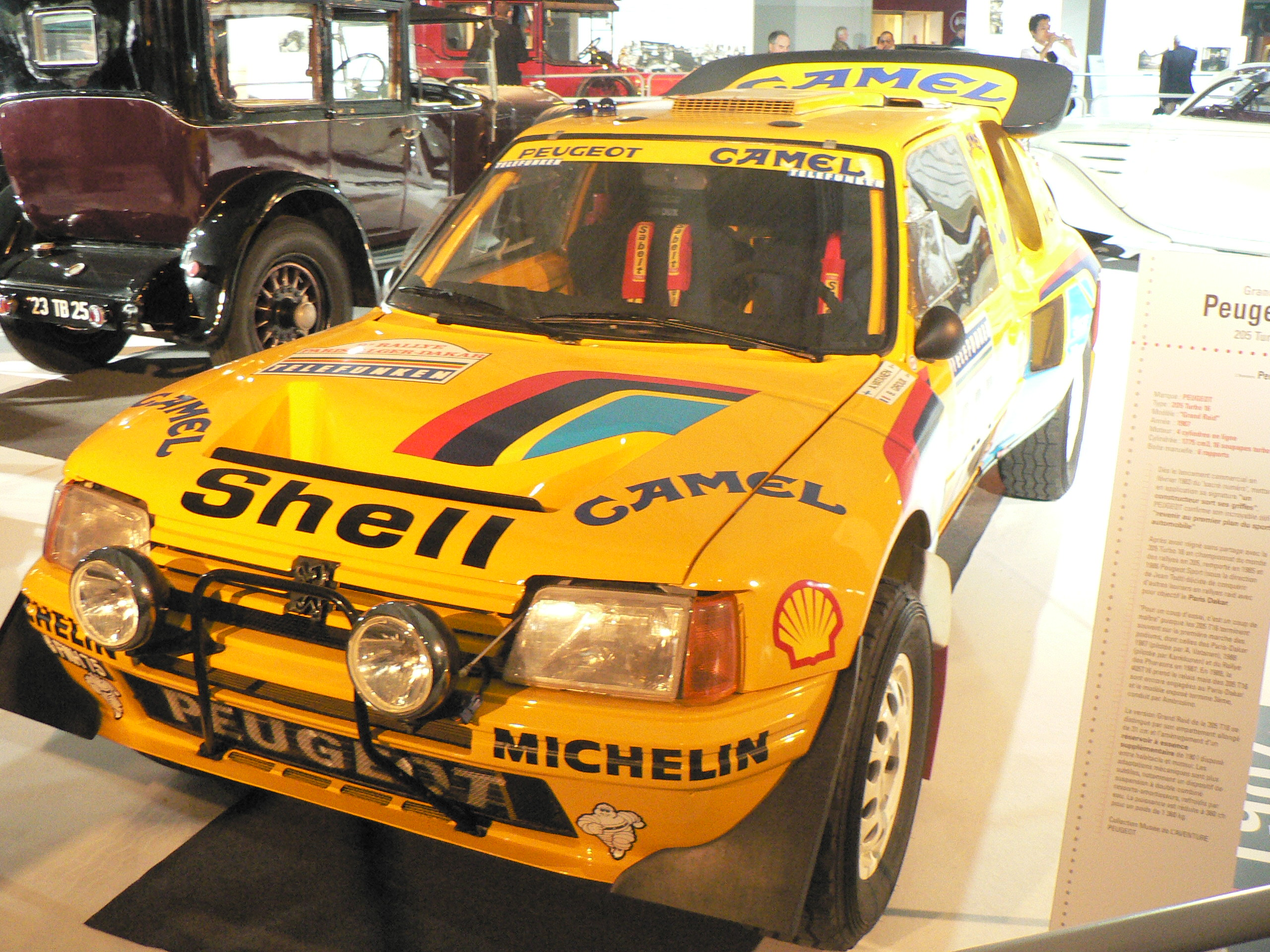
205ターボ16 グランレイド

また、1987年には毎年アメリカ独立記念日に行われるパイクスピーク・インターナショナル・ヒルクライムレースにもアリ・バタネンのドライブで参戦したが、当時のコースレコードを樹立したヴァルター・ロールが駆るアウディ・クワトロ・S1から約7秒遅れで総合2位という結果に終わっている。
その後、1988年・1989年にはパイクス用よりロングホイールベース化した405ターボ16GRへ移行し、その戦闘力を確認すると翌年のパリダカにも投入される。

### 1987年パリ・ダカールラリー
- アリ・バタネン 1位
- シェカー・メッタ 5位

### 1987年パイクスピーク・インターナショナル・ヒルクライム
オープンラリークラス
- アリ・バタネン 2位

### 1988年パリ・ダカールラリー
- ユハ・カンクネン 1位

日本では、1987年から1990年までエボリューション1がプライベーターにより全日本ダートトライアル選手権に参戦した。